# Økofilosofi
Økofilosofi eller økosofi er den filosofiske gren, der fokuserer på forholdet mellem menneskeheden, naturen og økosystemerne. Det er en form for fagfilosofi, der udforsker spørgsmål om miljøet, økologi, bæredygtighed og menneskets rolle i naturen. Økofilosofi søger at forstå og reflektere over vores etiske og eksistentielle forbindelser til miljøet.

## Hovedtræk
Filosoffer som Aldo Leopold, Arne Næss, Felix Guattari og deep ecology-bevægelsen har spillet en væsentlig rolle inden for udviklingen af økofilosofi. Denne disciplin strækker sig også over flere grene af filosofi, herunder etik, metafysik, politisk filosofi og epistemologi, for at danne en holistisk tilgang til vores forståelse af naturen og vores plads i den.
Det indebærer blandt andet filosofisk refleksion over, hvordan vi kan opnå en bæredygtig fremtid og opretholde et harmonisk forhold til naturen uden at underminere økosystemerne.
Et andet aspekt er økologisk etik, dvs. moralske spørgsmål vedrørende miljøet og menneskets forpligtelser over for naturen. Dette kan omfatte overvejelser om bæredygtighed, naturbevarelse og behandlingen af dyr. Samt undersøgelse af værdien af naturen uafhængigt af dens nytteværdi for mennesker. Dette indebærer overvejelser om naturintrinsekhed og økosystemets egen værdi.

## Den økologiske vending
Nogle har talt om en økologisk vending inden for filosofien. Den økologiske vending er en udvikling inden for filosofisk tænkning, hvor der er en stigende opmærksomhed på miljømæssige spørgsmål og en forståelse af, hvordan mennesker er indlejret i naturen. Den økologiske vending søger at integrere miljøet og økologiske bekymringer i filosofisk refleksion og diskussion.
Nogle filosofiske bevægelser og skoler, der er blevet forbundet med den økologiske vending, inkluderer økofeminisme, økoeksistentialisme og dyb økologi. Den økologiske vending strækker sig også til andre områder som etik, politik og samfundsfilosofi, og den søger at udfordre traditionelle filosofiske paradigmer for at adressere de komplekse udfordringer, der er forbundet med miljøet og bæredygtighed.
"Økofilosofi" kan dog nogle gange anvendes mere bredt og omfatte en bredere vifte af filosofiske perspektiver omkring miljøet, mens "den økologiske vending" specifikt henviser til en historisk periode og en bevægelse inden for filosofien, der tog fart i anden halvdel af det 20. århundrede.

## Emneområder

### Økoetik
Dette område fokuserer på undersøgelsen af moralske værdier og principper i forhold til miljøet. Økoetik udforsker, hvordan vi bør handle og forholde os til naturen og andre skabninger på planeten. Begreber som bæredygtighed, retfærdighed og ansvar spiller en central rolle inden for økoetik.
Økologisk filosofi involverer ofte diskussioner om bæredygtighed og etik i forhold til vores handlinger i miljøet. Dette omfatter overvejelser om, hvordan vi skal handle for at bevare naturressourcer, beskytte biodiversitet og opretholde en balance mellem menneskelige behov og miljøets sundhed.

### Økoretfærdighed/Miljøretfærdighed
Dette emne fokuserer på fordelingsaspekterne af miljøproblemer. Miljøretfærdighed handler om at adressere uligheder i forhold til adgang til ressourcer, eksponering for forurening og påvirkningen af klimaforandringer, og det arbejder for at sikre, at miljømæssige byrder og fordele fordeles retfærdigt.
Filosoffer inden for økologisk filosofi udforsker også spørgsmål om miljørettigheder og ansvar, herunder rettighederne for fremtidige generationer, rettigheder for ikke-menneskelige væsener og ansvaret for at bevare naturressourcer.

## Særlige retninger

### Økofeminisme
Økofeminisme forbinder kønsspørgsmål med miljøspørgsmål og undersøger, hvordan patriarkalske strukturer kan være knyttet til ødelæggelsen af miljøet. Denne retning argumenterer for, at der er en tæt forbindelse mellem undertrykkelse af kvinder og ødelæggelsen af naturen.

### Økoeksistentialisme / eksistentiel økofilosofi
Økoeksistentialisme eller eksistentiel økofilosofi er en filosofisk tilgang, der kombinerer eksistentielle tanker med bekymringer omkring økologiske spørgsmål og miljømæssig bæredygtighed. Dette perspektiv undersøger, hvordan klimaforandringer og økologiske udfordringer ikke kun påvirker vores fysiske miljø, men også vores eksistentielle forståelse af tilværelsen.
Ligesom andre former for eksistentiel filosofi fokuserer økoeksistentialisme på individets ansvar og valg i en verden, der står over for alvorlige trusler. Den opfordrer til handling, ansvarlig forvaltning af ressourcer og en ændret opfattelse af vores forhold til naturen.
Økoeksistentialisme repræsenterer en kritisk refleksion over, hvordan eksistentielle ideer kan anvendes på miljøspørgsmål og hvordan den menneskelige eksistens er vævet sammen med planetens velbefindende. Den forsøger at udforske, hvordan vores dybeste eksistentielle spørgsmål og bekymringer kan forbindes med vores forståelse af og engagement med naturen.

### Deep Ecology
Deep ecology eller dybdeøkologi går ud over overfladiske miljøproblemer og søger at ændre vores grundlæggende opfattelse af forholdet mellem menneskeheden og naturen. Den fremhæver vigtigheden af at genoprette en dyb forbindelse med naturen og respektere alle former for liv.

### Postvækstfilosofi
Postvækstfilosofi udfordrer vækstparadigmet og insisterer på, at uendelig økonomisk vækst på en planet med begrænsede ressourcer er uholdbar. Denne filosofi søger alternative økonomiske modeller, der er mere i overensstemmelse med miljømæssig bæredygtighed.

### Økomarxisme
Øko-Marxisme kombinerer marxistiske analyser af kapitalisme med økologiske bekymringer. Den argumenterer for, at miljøproblemer og kapitalistiske økonomiske systemer er uløseligt forbundne, og at en radikal ændring af det økonomiske system er nødvendig for at tackle klimakrisen.

### Økoanarkisme
Økoanarkisme er en filosofisk og politisk tilgang, der kombinerer økologiske bekymringer med anarkistiske principper. Denne tilgang søger at udfordre og ændre ikke kun miljøpraksis og politik, men også de underliggende sociale strukturer og magtdynamikker, der er forbundet med miljøproblemer.
Økoanarkister afviser traditionelle hierarkier, både i samfundet og i forholdet mellem mennesker og naturen. Dette inkluderer kritik af staten, kapitalismen og andre systemer, der opretholder magtkoncentration og undertrykkelse. Økoanarkisme fremmer ideen om decentralisering af magt og beslutningstagning. Dette kan manifestere sig som støtte til lokalt selvstyre og autonomi, hvor samfund deltager direkte i beslutningstagningen om miljømæssige spørgsmål.
Økoanarkister afviser traditionelle hierarkier, både i samfundet og i forholdet mellem mennesker og naturen. Dette inkluderer kritik af staten, kapitalismen og andre systemer, der opretholder magtkoncentration og undertrykkelse. Økoanarkisme sigter ofte mod en radikal samfundsomvæltning, hvor magten decentraliseres, og mennesker deltager aktivt i bæredygtige og selvstyrede samfund.
Økoanarkisme er en mangfoldig bevægelse, og forskellige tænkere og aktivister har forskellige nuancer og fokus inden for denne tilgang. Det er vigtigt at forstå, at økoanarkisme repræsenterer en udfordring af det eksisterende system og en vision om en mere retfærdig og bæredygtig verden.

## Anvendelser

### Økopædagogik
Økopædagogik henviser til en pædagogisk tilgang, der integrerer principperne om bæredygtighed, økologi og miljøbevidsthed i undervisningen. Målet med økopædagogik er at uddanne eleverne til at forstå, værdsætte og respektere miljøet samt at motivere dem til at træffe bæredygtige valg i deres daglige liv .
Økopædagogik er pædagogik, der fokuserer på bæredygtighed, miljøbevidsthed og forbindelsen mellem mennesker og natur. Økofilosofi spiller en væsentlig rolle i udformningen af økopædagogik ved at levere et teoretisk grundlag og et etisk kompas for undervisningsmetoder og læring.
Økofilosofiens principper om bæredygtighed og ansvar over for miljøet er integreret i økopædagogik. Undervisningen opfordrer elever til at tænke kritisk over deres livsstil, forbrugsmønstre og hvordan deres handlinger påvirker miljøet. Dette kan inkludere emner som genbrug, affaldsminimering og energibesparelser.
Økopædagogik opstod i Sydamerika som en pædagogisk ambition om at tage højde for miljøets betydning. Økopædagogikken er blandt andet baseret på filosoffen Paulo Freire, idet den sætter fokus på at fremme kritisk økologisk bevidsthed og bæredygtighed. Paulo Freires perspektiv findes i bogen Pedagogy of Indignation. Økopædagogikken findes også i Danmark og har her haft tæt forbindelse til økofilosofien. En dansk repræsentant er Sten Clod Poulsen. Poulsen er psykolog og tidligere pædagogisk forsker, og han har fokus på bæredygtig undervisning.

### Miljøret
Inden for juridiske domæner kan økofilosofi påvirke udviklingen af miljølovgivning og regler. Koncepter som naturrettigheder og økologisk retfærdighed kan have indflydelse på, hvordan lovgivningen forholder sig til miljøspørgsmål.

### Arkitektur og Byplanlægning
Inden for arkitektur og byplanlægning kan økofilosofi informere om designprincipper, der fremmer bæredygtige og miljøvenlige strukturer. Dette kan omfatte brugen af grønne teknologier, genanvendelige materialer og skabelse af bymiljøer, der respekterer naturen.

### Økologisk landbrug
Principperne inden for økofilosofi har også fundet anvendelse inden for landbrug. Økologiske dyrkningsmetoder, bæredygtig jordbrugspraksis og bevarelse af biodiversitet er alle områder, hvor økofilosofiske ideer kan have indflydelse.

### Psykoterapi
Inden for psykoterapi kan økofilosofi begrunde tilgange, der integrerer forståelsen af forbindelsen mellem mennesker og naturen. Naturen kan betragtes som en helende kraft, og forståelsen af økologiske sammenhænge kan indgå i terapeutiske interventioner.

## I Danmark
I Danmark har økofilosofi også fundet fodslag, og der er flere filosoffer og forskere, der har bidraget til at udforske miljøetiske spørgsmål og forholdet mellem mennesket og naturen. Nogle af de emner, der har været i fokus, omfatter bæredygtig udvikling, miljøetik, klimaforandringer og spørgsmål om naturbeskyttelse. Forskere og intellektuelle i Danmark har skrevet artikler eller deltaget i samtaler omkring disse emner og har bidraget til den globale diskurs om miljøspørgsmål.

## Beslægtede tilgange

### Økospiritualitet
Økospiritualitet er et felt inden for spiritualitet, hvor forbindelsen mellem mennesker og naturen, samt den spirituelle dimension af miljømæssige spørgsmål, er centrale temaer. Det omfatter ofte en erkendelse af, at naturen og miljøet har en dybere åndelig værdi, og at menneskets forhold til naturen går ud over det rent fysiske og materielle.

### Økosociologi
Økosociologi er en gren af sociologien, der fokuserer på forholdet mellem samfundet og miljøet. Den undersøger, hvordan sociale strukturer, kulturelle værdier, institutioner og menneskelige adfærdsmønstre påvirker og påvirkes af miljøet. Økosociologien søger at forstå komplekse samspil mellem samfund og natur og identificere, hvordan sociale faktorer bidrager til miljøproblemer eller bæredygtighed.

## Kritik
Nogle kritikere hævder, at visse former for økofilosofi er for menneskecentrerede eller antropocentriske i deres tilgang. Visse kritikere hævder herunder, at nogle økologiske filosofier ikke tilstrækkeligt anerkender interesserne hos andre ikke-menneskelige arter og økosystemer.